# Gorno Draglisjte
Gorno Draglisjte (bulgariska: Горно Драглище) är ett distrikt i Bulgarien.   Det ligger i kommunen Obsjtina Razlog och regionen Blagoevgrad, i den sydvästra delen av landet, 80 km söder om huvudstaden Sofia.
I omgivningarna runt Gorno Draglisjte växer i huvudsak blandskog. Runt Gorno Draglisjte är det ganska glesbefolkat, med 26 invånare per kvadratkilometer.